# Ziouzino
Ziouzino (en russe : Муниципальный округ Зюзино) est un district municipal de la ville de Moscou, dépendant administrativement du district administratif sud-ouest.

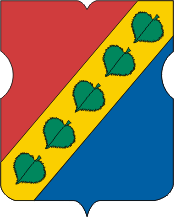
Armes du district
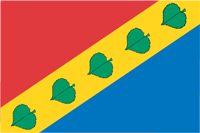
Drapeau du district

## Histoire

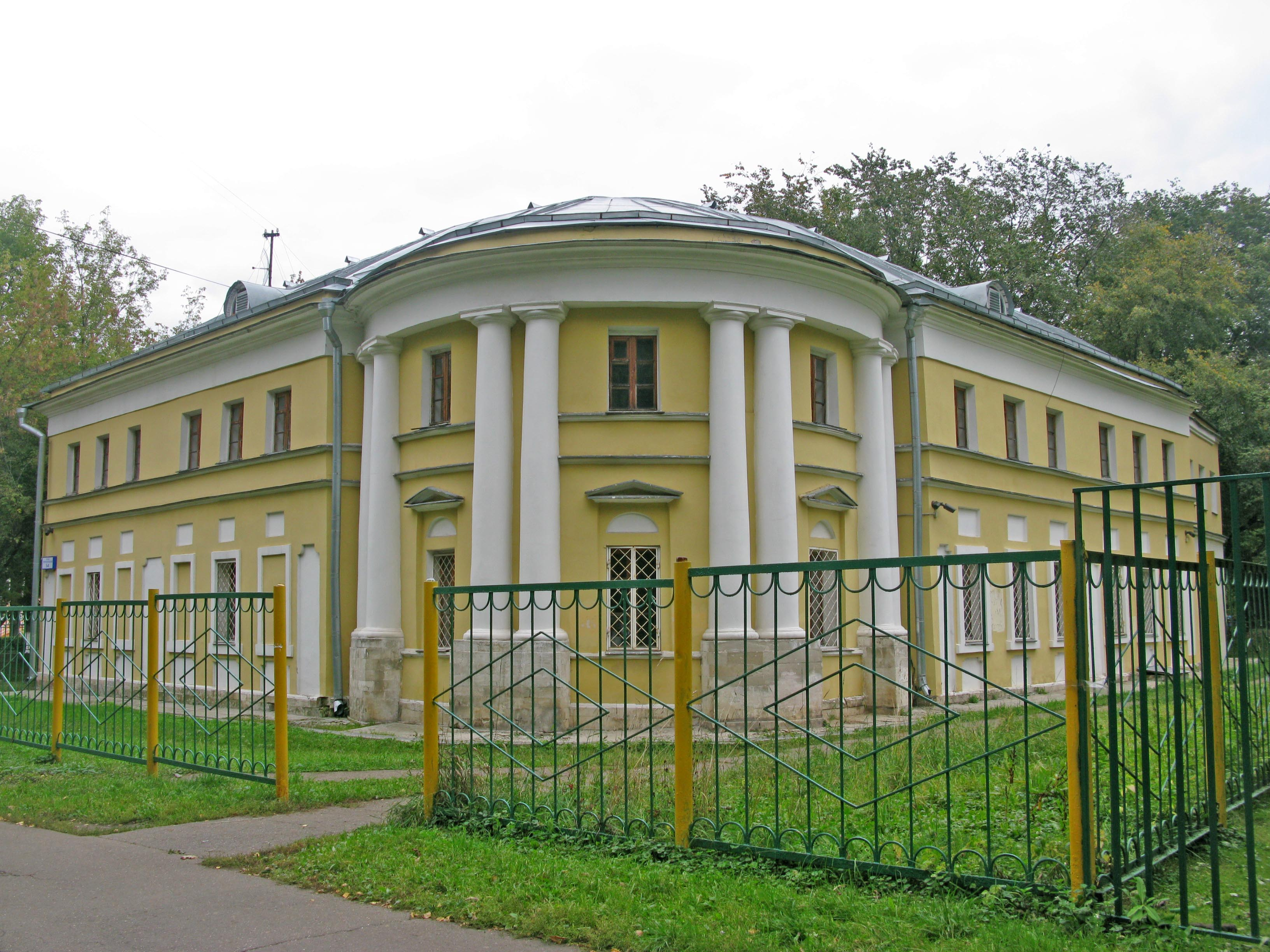
Le manoir de Ziouzino.

Il tire son nom du village du même nom qui se trouvait à l'intersection des rues existantes Perekopskaïa et Kertchenskaïa, dont le souvenir a été laissé dans le livre de cens de 1627 dans lequel il est également question des villages de Skriabino et Skoriatino. Un recensement a eu lieu en 1736. Le village était célèbre pour son manoir avec ses jardins et ses serres, dans lesquelles on cultivait des agrumes.
Il est inclus dans le territoire de Moscou en 1960, et entre 1958 et 1964, il est le domaine du logement social en conformité avec le plan voulu par Khrouchtchev. Les limites actuelles de la circonscription ont été définies avec la réforme des subdivisions administratives de 1991.